# Jan Kuehnemund
Janice Lynn Kuehnemund, nota come Jan Kuehnemund (Saint Paul, 18 novembre 1962 – Colorado Springs, 10 ottobre 2013), è stata una chitarrista statunitense, nota per essere la fondatrice della rock band tutta al femminile delle Vixen, ed esserne rimasto l'unico membro originario rimasto nella band fino alla sua scomparsa nel 2013.

## Biografia
Jan Kuehnemund fondò il gruppo delle Vixen a Saint Paul nel 1980. Dopo aver incontrato la cantante Janet Gardner e trasferito la band a Los Angeles, nel 1985, il gruppo cominciò a riscuotere un discreto successo, arrivato all'apice dopo l'arrivo nel 1986 della batterista Roxy Petrucci e nel 1987 dopo l'arrivo della bassista Share Pedersen. Le Vixen firmarono un contratto discografico con la EMI che portò alla pubblicazione dei due album Vixen (1988) e Rev it Up (1990) prima dello scioglimento nel 1991. Il gruppo si riunì nel 1997 senza Jan, che decise di citare in giudizio per infrazione di copyright le ex compagne. Kuehnemund rifondò le Vixen nel 2001 con una nuova formazione, incidendo l'album Live & Learn nel 2006. 
Nel 2012 si è riunita la formazione originale della band, ma un grave tumore diagnosticato alla chitarrista sospende il progetto. Dopo una breve battaglia di alcuni mesi, Jan Kuehnemund è scomparsa il 10 ottobre 2013 all'età di 50 anni.

## Discografia

### Album in studio
- Vixen (1988)
- Rev It Up (1990)
- Live & Learn (2006)

### Raccolte
- The Best of Vixen - Full Throttle (1999)

### Live
- Extended Versions (2006)
- Live In Sweden (2009)